# Georges Fonghoro
Georges Fonghoro (ur. 30 czerwca 1958 w Yélé, zm. 22 września 2016) – malijski duchowny katolicki, biskup Mopti w latach 1999-2016.

## Życiorys
Święcenia kapłańskie otrzymał 30 grudnia 1987.
30 sierpnia 1999 papież Jan Paweł II mianował go biskupem diecezjalnym Mopti. 8 stycznia 2000 z rąk arcybiskupa Jeana Zerbo przyjął sakrę biskupią. Funkcję sprawował do swojej śmierci.
Zmarł 22 września 2016.